# Thonetschlössl

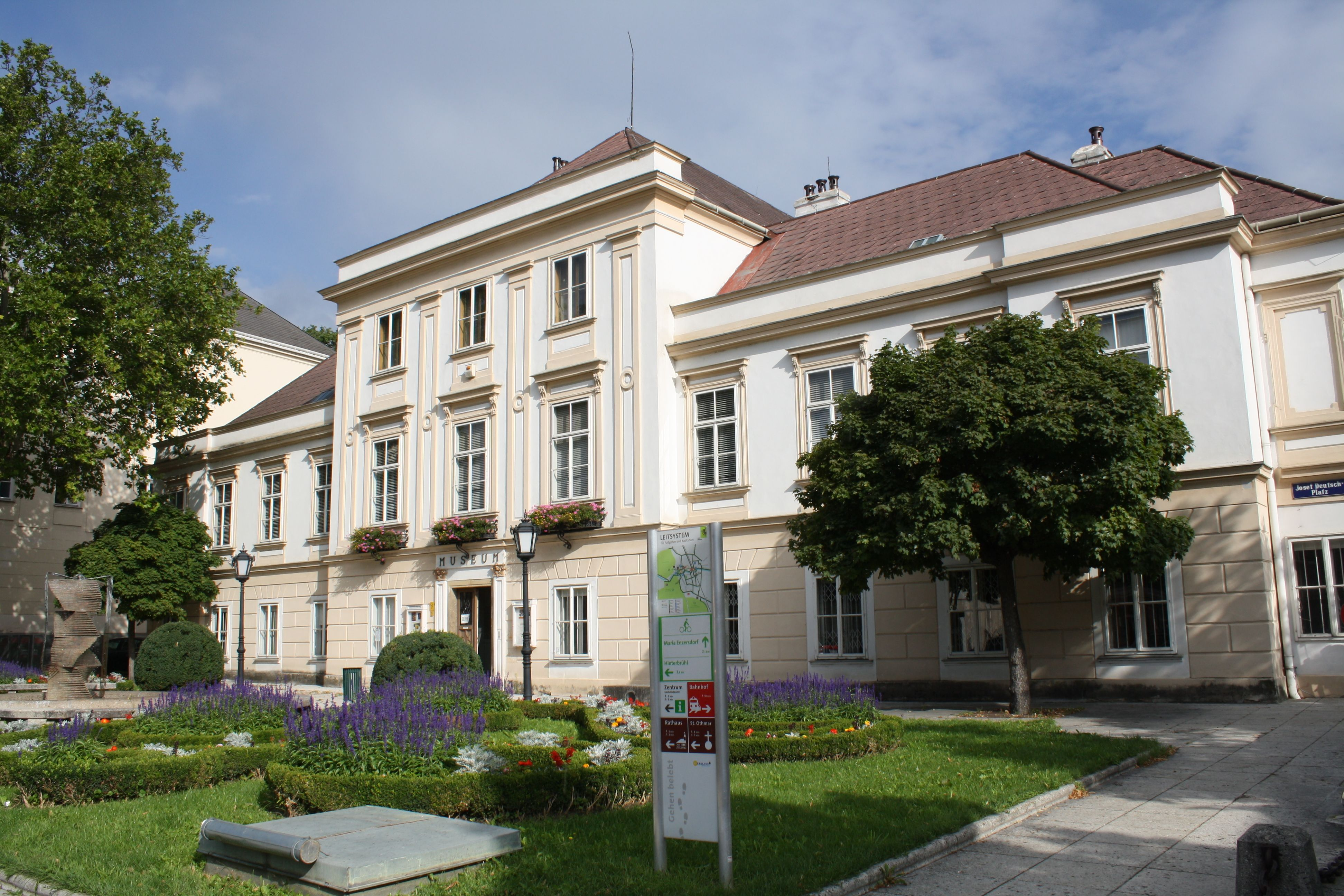
Thonetschlössl vor Umgestaltung des Vorplatzes

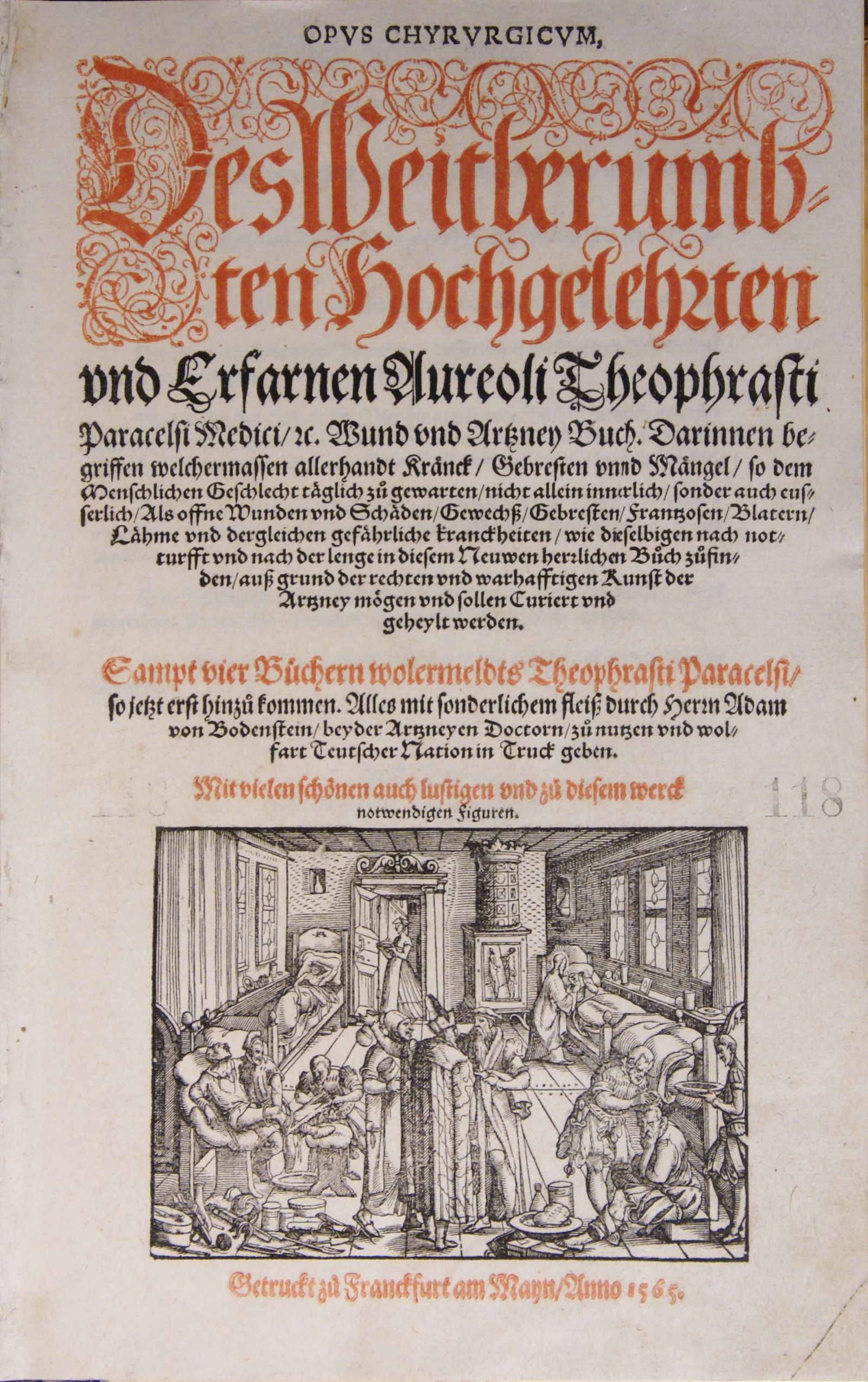
Titelblatt des Paracelsus Opus Chirurgicum

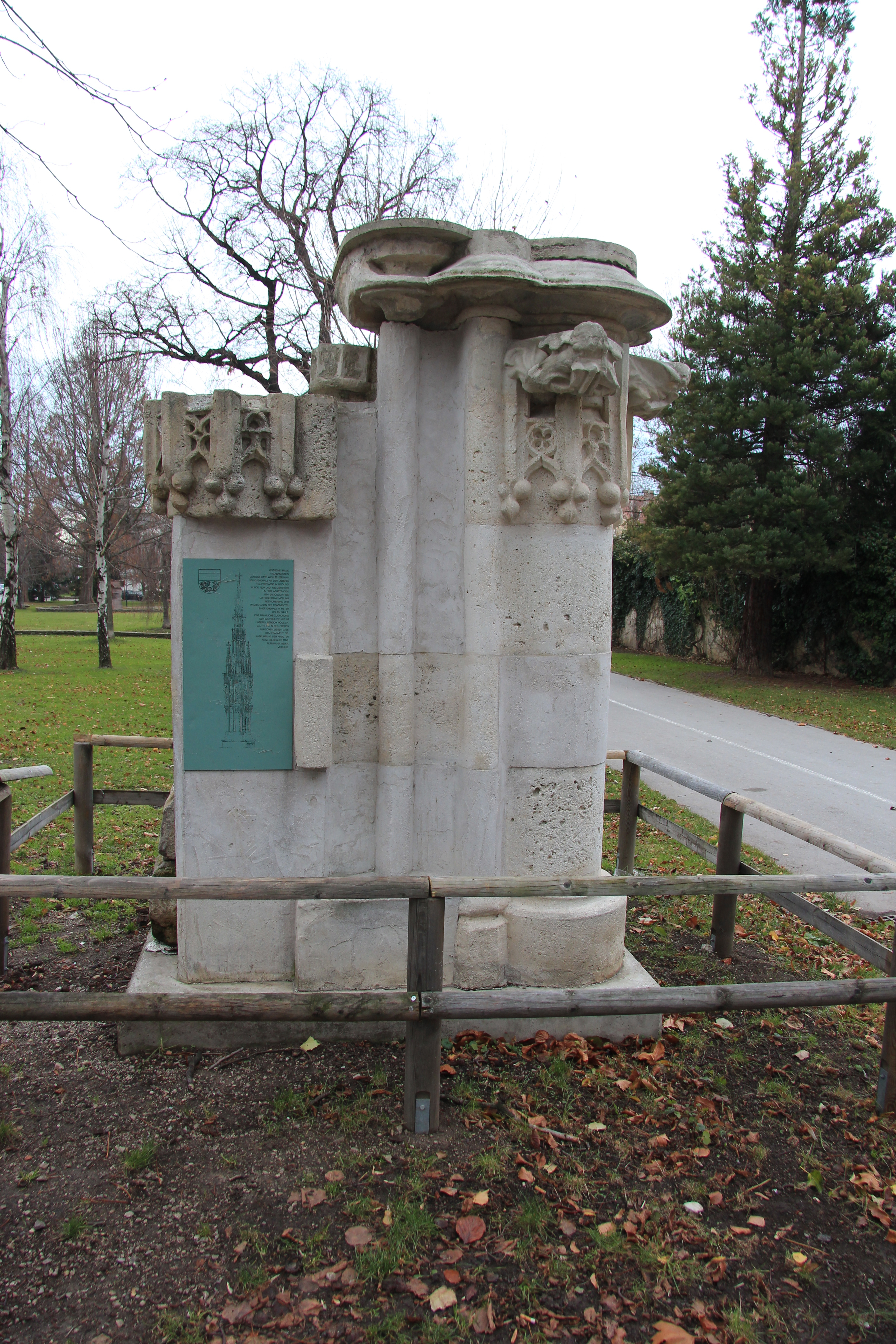
Fragment einer gotischen Säule im Museumspark

Das Thonetschlössl beherbergt einen Teil des Bezirksmuseums in der Stadt Mödling.

## Die Geschichte des Hauses
Johann Baptist Verda von Verdenberg stiftete 1631 ein Kapuzinerkloster. Das Kloster wurde im Türkenkrieg 1683 zerstört und 1684 wiederaufgebaut. Das Kloster wurde 1785 unter Joseph II. säkularisiert und 1786 von Giacomo Caliano erworben und zur Erzeugung von Seide und Tüchern genutzt. Um 1806 bestand die Nutzung des Gebäudes als chemische Bleicherei, um 1821 als Theater. 1833 erwarb es der Entomologe Ernst Heeger im Wege einer Auktion und es folgte die Nutzung als Seidenfabrik. Die nächste Eigentümerin ab 1845, Altgräfin Elise von Salm, eine geborene Liechtenstein ließ das Gebäude schlossähnlich umbauen. Anderen Quellen zufolge war das Schlössel in den Jahren 1845–1862 im Besitz des Ehepaares Maria und Joseph von Demel, das auch in der heutigen Demelgasse wohnte. Im Jahr 1889 erwarb die Familie Thonet das Gebäude. 1931 von der Sparkasse der Stadt Mödling erworben, wurde das seit 1904 bestehende Bezirksmuseums untergebracht.
Nach dem Anschluss wurden verschiedene Wehrmachtsdienststellen untergebracht, bevor nach Kriegsende bis 1954 das Gebäude als Polizeikommissariat diente. Nach der Trennung von Groß-Wien war auch die Gendarmerie hier beheimatet. 1958 wurde das Gebäude von der Stadt Mödling erworben und ab 1965 wiederum als Bezirksmuseum genutzt.

## Das Gebäude
Der symmetrische Bau mit überhöhtem dreigeschoßigem Mittelteil und zweigeschoßigen Seitenflügeln unter Walmdächern zeigt platzseitig eine strenghistoristische Fassade mit gequaderter Sockelzone und Lisenen und gartenseitig am Mittelrisalit eine Portal-Balkon-Fenster-Gruppe und im abgetreppten Giebel das Allianzwappen der Salm/Liechtenstein aus der Mitte des 19. Jahrhunderts. Das im Kern barocke Kirchenschiff des Klosters ist im Mittelrisalit erhalten. Die ehemaligen stichkappentonnenartigen Kirchengewölbe sind im Obergeschoß im Festsaal erhalten. Die Gewölbe wurden im 3. Viertel des 19. Jahrhunderts mit neobarockem Stuckdekor versehen.

## Museumspark
Der gleichfalls denkmalgeschützte Museumpark wurde 1957 eröffnet und beinhaltet ein barockes Brunnenbecken, eine Pietà-Gruppe auf einem Sockel aus 1756, drei Inschriften-Grabsteine aus dem 16. und 17. Jahrhundert, einen Protestantenstein mit 1581 Wolfgangus und Zezilia Reitperger protestantischer Ratsherr und Marktrichter, ein Fragment einer gotischen Säule 1529 und 1683 beschädigt von der Dombauhütte St. Stephan.

## Das Museum
Das Museum dokumentiert die Entstehung der Mödlinger Landschaft, zeigt Gesteine und Fossilien; Urgeschichte, weist auch eine der ersten Awarensammlungen Österreichs auf. Historisches, wie das Schicksal Mödlings in den Türkenkriegen, wird ebenso dokumentiert wie die Biographien berühmter Bewohner der Stadt, etwa von Mitsuko Coudenhove-Kalergi oder jene des Anatomen Josef Hyrtl.
Teile des Museums stammen aus der paläontologische Privatsammlung des Heimatforschers Oskar Spiegel. Sie wurde mit Unterstützung des Bundes und des Landes Niederösterreich sowie der Stadt Mödling für das Museum angeschafft.
Einen weiteren großen Teil macht die Bibliothek von Joseph Hyrtl, darunter Ausgaben von Paracelsus oder Johannes Wesling. Diese wurden digitalisiert und im Internet einer breiten Öffentlichkeit zur Verfügung gestellt.
Seit 2008 gibt der Museumsverein halbjährlich eine Kulturzeitschrift mit dem Namen medilihha heraus.